# Jean-Michel Lorain
Jean Michel Lorain, né le 7 janvier 1959 à Migennes en Bourgogne  est un chef cuisinier français, chef du restaurant La Côte Saint Jacques à Joigny (Yonne), deux étoiles au guide Michelin.
Avec son père Michel Lorain (1934-2021), puis seul chef en cuisine, il obtient pour son restaurant 19,5/20 au Gault et Millau et trois étoiles au guide Michelin de 1986 à 2001 et de 2004 à 2015, conservant deux étoiles depuis 2015.

## Biographie

### Michel Lorain
Michel Lorain (1934-2021), père de Jean-Michel Lorain, est le fils de Marie Lorain, restauratrice  qui fonda La Côte Saint Jacques à Joigny sur les rives de l’Yonne en 1945. Michel Lorain entre en apprentissage chez un pâtissier puis succède à sa mère à la Côte Saint Jacques en 1958 avec son épouse sommelière Jacqueline.
En 1971, Michel obtient une première étoile Michelin et une seconde en 1976. En 1977, la Côte Saint Jacques entre dans la chaîne des Relais & Châteaux.
Michel Lorain meurt le 22 juillet 2021 à l'âge de 87 ans.

### Jean-Michel Lorain
Jean-Michel Lorain, fils de Jacqueline et Michel Lorain naît le 7 janvier 1959 à Migennes à 8 km de Joigny.
Jean-Michel obtient un bac C (maths, physique) avant d'entrer en apprentissage chez les célèbres Pierre et Jean Troisgros (Frères Troisgros) à Roanne en 1977. Il passe ensuite un an chez Taillevent à Paris aux côtés du chef Claude Deligne en 1979.
Il effectue son service militaire, rejoint son père au restaurant familial durant un an puis se perfectionne chez le chef Frédy Girardet au Restaurant de l’Hôtel de Ville à Crissier en Suisse pendant un an et demi en 1982.
En 1983, il revient définitivement à Joigny aux côtés de son père Michel. Il épouse Brigitte dont il a deux filles : Marine et Alexandra.
En 1986, Michel et Jean-Michel Lorain sont récompensés d'un 19/20 au Gault-Millau et de la très prestigieuse troisième étoile du Guide Michelin. Jean-Michel devient ainsi à 27 ans le plus jeune chef à obtenir 3 étoiles Michelin.
En 1993, Jean-Michel est nommé Chef de l’année par Christian Millau avec la note d'exception de 19,5/20. Michel Lorain prend alors sa retraite.
En 2004, la Côte Saint Jacques récupère la 3e étoile qu'elle avait perdue en 2001, à la suite d'importants travaux de rénovation et d'embellissement du restaurant. Elle la conserve jusqu'en 2015.
En 2009 Jean-Michel Lorain pour La Côte Saint-Jacques reçoit le prix convoité de « Meilleur restaurant d’hôtel en Europe » au Prix Villégiature Awards par un jury de journalistes du monde entier. Il succède ainsi à Yannick Alleno – pour Le Meurice (2006), Didier Elena – Château les Crayères (2007) et Éric Fréchon – le Bristol (2008).

## Quelques recettes
- Côte de Veau de lait, Topinambours truffés et crème de Petits pois au lard, jus de veau à l'arabica
- Escargots petit-gris poêlés et Pommes de Terre nouvelles écrasées à la crème de Persil et à l'Ail
- Poêlée de cuisses de grenouille, Fèves et Pommes nouvelles sur une rouille légèrement safranée
- Huîtres spéciales en petite terrine océane - Plat signature
- La genèse d’un plat sur le thème de l’huître
- Noix de ris de veau au gingembre, petits oignons, rhubarbe et radis roses - plat signature
- Poularde de Bresse à la vapeur de champagne - plat signature
- Boudin noir fait à la maison et purée mousseline à l’ancienne - plat signature
- Mille-feuille aux trois crèmes légères - plat signature
- Glace à la rose en tulipe croustillante et pétales de rose cristallisés - plat signature

## Décorations
Chevalier de la Légion d'honneur

## Publications
- 1987 : La Cuisine une passion de père en fils par Michel et Jean-Michel Lorain - éditions Robert Laffont
- 1995 : Desserts en fête par Jean-Michel Lorain - éditions Nathan (pour les enfants)
- 2000 : Cuisine émotion par Jean-Michel Lorain - éditions Minerva - Photographie Philippe Exbrayat
- 2006 : Les Collections Lorain : Légumes par Jean-Michel Lorain - éditions Glénat - Photographie Jean-Michel Lorain
- 2007 : Herbes, salades, et fleurs par Jean-Michel Lorain - éditions Hachette
- 2014 :  par Jean-Michel Lorain - éditions Glénat - Photographie Serge Detalle - Photographie des plats Jean-Michel Lorain